# Schweizer Filme der 1940er Jahre
Die Liste der Schweizer Filme der 1940er Jahre enthält Langfilme mit reiner Spielfilmhandlung, die zwischen 1940 und 1949 in die Kinos kamen.

## Filmografie
- 1940: Mir lönd nöd lugg
- 1940: Fräulein Huser
- 1940: Verena Stadler
- 1940: Eve
- 1940: Dilemma
- 1940: Mein Traum
- 1940: Weyherhuus
- 1940: Die missbrauchten Liebesbriefe
- 1940: Der 8. Schwyzer
- 1941: S’Margritli und d’Soldate
- 1941: Das Menschlein Matthias
- 1941: Gilberte de Courgenay
- 1941: Emil, me mues halt rede mitenand!
- 1941: I ha en Schatz gha
- 1941: Der letzte Postillon vom St. Gotthard
- 1941: Romeo und Julia auf dem Dorfe
- 1941: Bider der Flieger
- 1941: Der doppelte Matthias und seine Töchter
- 1941: De Hotelportier
- 1941: Landammann Stauffacher
- 1942: Oase im Sturm
- 1942: Menschen, die vorüberziehen
- 1942: Wenn der Kuckuck ruft
- 1942: Eine Frau verschwindet
- 1942: Das Gespensterhaus
- 1942: De Chegelkönig
- 1942: Steibruch
- 1942: De Winzig simuliert
- 1942: Der Glückshoger
- 1942: De Wyberfind[1]
- 1942: Der Schuss von der Kanzel
- 1943: Matura-Reise
- 1943: Manouche
- 1943: Wilder Urlaub
- 1943: Jim und Jo
- 1943: Bergführer Lorenz
- 1944: Postlagernd 212
- 1944: Marie-Louise
- 1945: Die letzte Chance
- 1946: Freibeuter der Liebe
- 1947: Erde
- 1947: Matto regiert
- 1948: Die Gezeichneten
- 1948: Nach dem Sturm
- 1949: Weisses Gold
- 1949: Barry – Der Held von St. Bernhard
- 1949: Swiss Tour